# Veljko Kadijević
Veljko Kadijević, jugoslovanski general, * 21. november 1925, Glavina Donja, † 2. november 2014, Moskva.
Bil je zvezni sekretar (minister) za obrambo SFRJ (1988–92), s čimer je bil de facto vrhovni poveljnik JLA med slovensko in na začetku hrvaške osamosvojitvene vojne. Imel je čin armadnega generala (4 zvezdice).

## Življenjepis
Rodil se je hrvaški materi in srbskemu očetu, tako da se je vedno deklariral za Jugoslovana. 
Leta 1943 je vstopil v NOVJ in v KPJ. Med vojno je bil politični komisar več enot. 
Po vojni je končal VVA JLA in Vojno šolo JLA.